# Веть (Курская область)
Веть — село в Хомутовском районе Курской области. Входит в состав Романовского сельсовета.

## География
Село находится на одноимённой реке (приток ручья Романовский в бассейне Сева), в 25 км от российско-украинской границы, в 107 км к северо-западу от Курска, в 12 км к северо-востоку от районного центра — посёлка городского типа Хомутовка, в 5,5 км от центра сельсовета — села Романово.
Улицы
В селе улицы Цветочная и Центральная.
Климат
Веть, как и весь район, расположена в поясе умеренно континентального климата с тёплым летом и относительно тёплой зимой (Dfb в классификации Кёппена).
Часовой пояс
Село Веть, как и вся Курская область, находится в часовой зоне МСК (московское время). Смещение применяемого времени относительно UTC составляет +3:00.

## Население
| 2002 | 2010 |
| ---- | ---- |
| 167  | ↘110 |

## Инфраструктура
Личное подсобное хозяйство. В селе насчитывается 125 домов.

## Транспорт
Веть находится в 13,5 км от автодороги федерального значения М3 «Украина» (Москва — Калуга — Брянск — граница с Украиной), в 1,5 км от автодороги А142 (Тросна — М-3 «Украина»), в 11 км от автодороги регионального значения 38К-040 (Хомутовка — Рыльск — Глушково — Тёткино — граница с Украиной), на автодорогe межмуниципального значения 38Н-624 (А-142 — Веть), в 26 км от ближайшего ж/д остановочного пункта 525 км (линия Навля — Льгов I).
В 199 км от аэропорта имени В. Г. Шухова (недалеко от Белгорода).